# Pirátská odysea
Pirátská odysea (v orig. Pirate Latitudes) je poslední dokončený román amerického spisovatele Michaela Crichtona (1942 - 2008). V USA vyšel roku 2009, v Čechách pak vydalo knihu s překladem Michala Prokopa nakladatelství Euromedia Group v roce 2011. Román byl objeven až posmrtně, uložený v autorově počítači. Crichton na něm pravděpodobně začal pracovat již v 70. letech, dokončil jej však až později. Na textu je znát, že autor si zjistil i ty nejmenší podrobnosti, aby byla věrohodnost příběhu a dobové reálie co nejdokonalejší.

## Děj
Jedná se v rámci autorových předchozích románů o poněkud nezvyklé téma s čistě historickým pozadím.
Fiktivní příběh se odehrává roku 1665 v přístavním městě Port Royal na Angličany držené Jamajce a v okolních mořích; jeho hlavními postavami jsou privatýři. Tito v podstatě legální piráti napadali s tichým souhlasem anglického krále španělské lodě a útočili na jejich ostrovní pevnosti. Účelem bylo narušit mocenskou převahu španělské koruny v této oblasti. Příběh popisuje takřka sebevražednou misi privatýrů při útoku na španělskou pevnost Matanceros, v jejímž přístavu kotví zlatem naložená loď, určená k odplutí do Evropy. Život pirátů popisuje velmi naturalisticky, surově a bez příkras, přesto velmi poutavým stylem.